# 水浒影视城
水浒影视城为山东省东平县影视拍摄基地，也是东平重要的旅游景点。

## 影视
- 新版《水浒传》（主要拍摄基地）[1]
- 《卜案》

## 历史
2009年5月份开工建设；
2015年5月1日举办东平第二届功夫文化节；
2016年1月，举行春节大庙会；
2016年10月26日举办梦幻灯光节。